# 哈里·海
哈里·海（英語：Harry Hay，1893年2月5日—1952年3月30日），澳大利亚男子游泳运动员，主攻自由泳。他曾代表澳大利亚参加1920年夏季奥林匹克运动会游泳比赛，获得男子4×200米自由泳接力银牌。